# Fusillades de Sainte-Gemmes-sur-Loire
Les fusillades des Sainte-Gemmes-sur-Loire se déroulent du 27 décembre 1793 au 12 janvier 1794, pendant la guerre de Vendée. 

## Déroulement
Sainte-Gemmes-sur-Loire est un des lieux d'exécutions de masse de la Terreur angevine. Quatre fusillades s'y déroulent entre le 27 décembre 1793 et le 12 janvier 1794 à un lieu-dit appelé « la Grande Prée ».
Les corps des victimes sont ensuite jetés dans la Loire. Trois cadavres échoués en aval à Ingrandes sont enterrés dans les sables de l'île du Mesurage.

## Bilan humain
En 2007, Jacques Hussenet indique que tous les auteurs consultés font état de 1 500 à 1 800 morts. Il estime que « ce bilan nécessiterait cependant un réexamen approfondi ».